# أسلام أباد السفلي (زرين دشت)
أسلام أباد السفلی (بالفارسية: اسلام‌آباد سفلی) هي قرية تقع في إيران في قسم زرين دشت الريفي. يقدر عدد سكانها بـ 940 نسمة .